# Premis Laureus World Sports
Els Premis Laureus World Sports són uns premis internacionals que premien els millors esportistes de l'any.

## Història
Els premis Laureus World Sports Awards van néixer l'any 1999 per iniciativa de DaimlerChrysler i Richemont, representats a través de les seves respectives marques Mercedes-Benz i IWC Schaffhausen. Els premis s'atorguen anualment des de l'any següent i distingeixen els millors esportistes del món de cada any.
El jurat està compost pels 42 membres de la Academia Laureus World Sports, que són llegendes vives de l'esport mundial:
| - Giacomo Agostini - Franz Beckenbauer - Boris Becker - Ian Botham - Serguei Bubka - Bobby Charlton - Sebastian Coe - Nadia Comaneci - Yaping Deng - Kapil Dev | - David Douillet - Emerson Fittipaldi - Sean Fitzpatrick - Dawn Fraser - Tanni Grey-Thompson - Tony Hawk - Miguel Indurain - Michael Johnson - Michael Jordan - Kip Keino - Franz Klammer | - Dan Marino - John McEnroe - Edwin Moses (President) - Nawal El Moutawakel - Robby Naish - Ilie Nastase - Martina Navrátilová - Jack Nicklaus - Pelé - Gary Player - Morné du Plessis | - Hugo Porta - Viv Richards - Monica Seles - Mark Spitz - Daley Thompson - Alberto Tomba - Steve Waugh - Katarina Witt - Yasuhiro Yamashita |  |

## Procés d'elecció

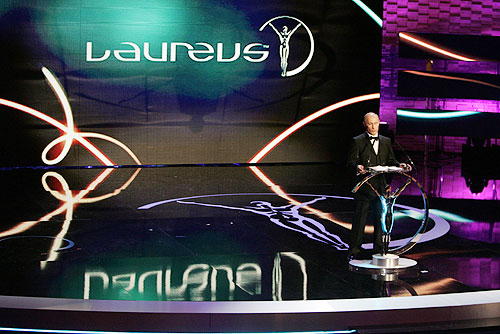
El president Vladímir Putin als Premis Laureus de Sant Petersburg, 2008.

El procés d'elecció dels guanyadors es divideix en dues fases. A la primera, un comitè de destacats editors, escriptors i periodistes relacionats amb el món de l'esport de més de 80 països elabora una llista de sis nominats per a cada categoria. Posteriorment, els membres de la Laureus World Sports Academy escullen per votació secreta els diferents guanyadors.
Hi ha cinc categories que són escollides pels membres del Comitè de Mitjans de Comunicació Laureus, que són els premis al millor esportista mundial de l'any masculí i femení, al millor equip, a l'esportista revelació i a la millor reaparició.
Dues categories més són escollides per un comitè d'especialistes. Aquestes són al millor esportista alternatiu (esportista d'esports extrems) i al millor esportista amb discapacitat (supervisada pel comitè executiu del Comitè Paralímpic Internacional).
Els premis a la trajectòria esportiva i a l'esport amb finalitats benèfiques són atorgats pels Patrons Fundadors i per l'Acadèmia. L'Acadèmia pot atorgar, també, premis addicionals com el premi a l'esperit esportiu, concedit per primer cop el 2005.

## Edicions

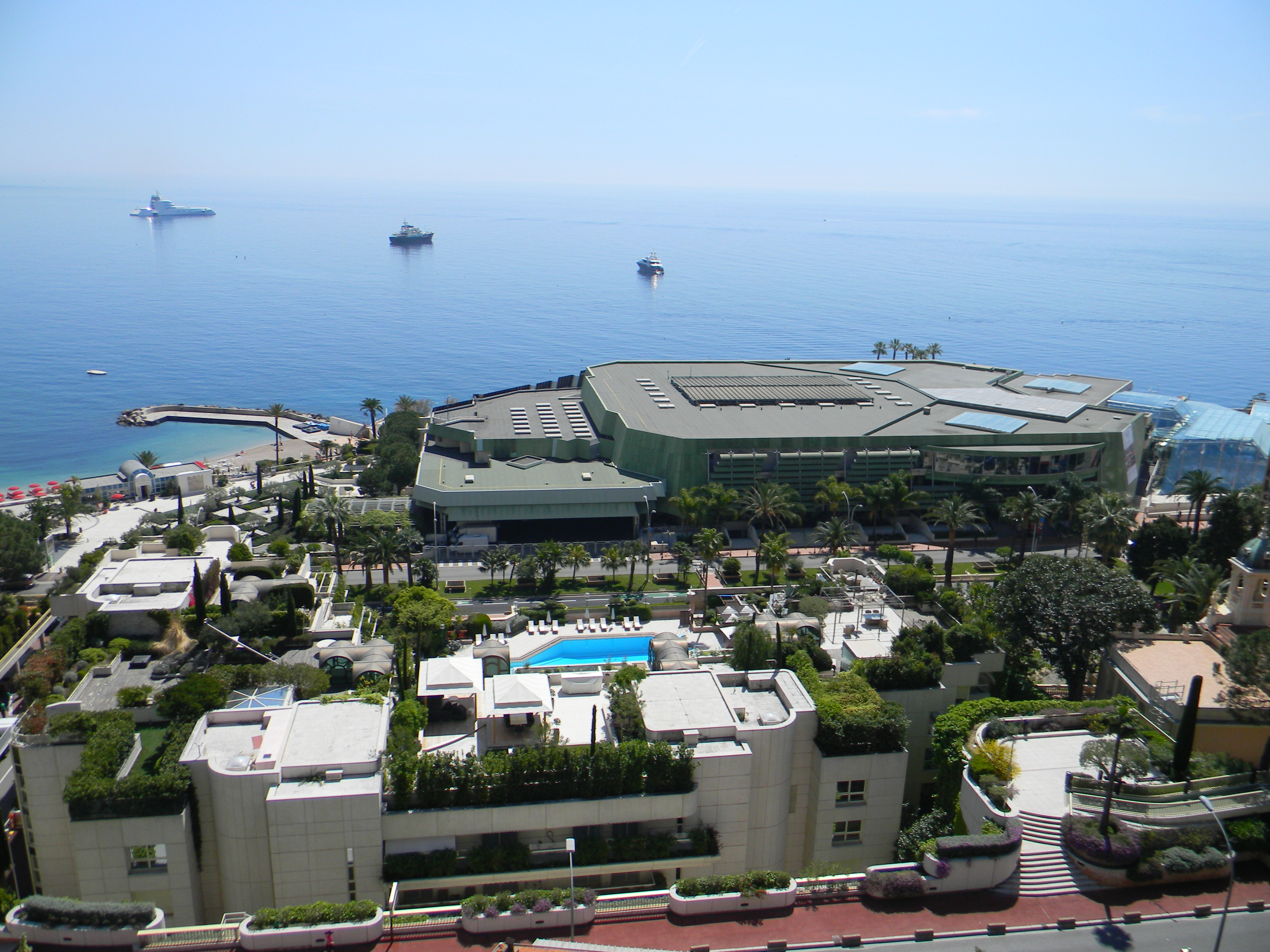
El Fòrum Grimaldi ha estat seu en diverses ocasions.

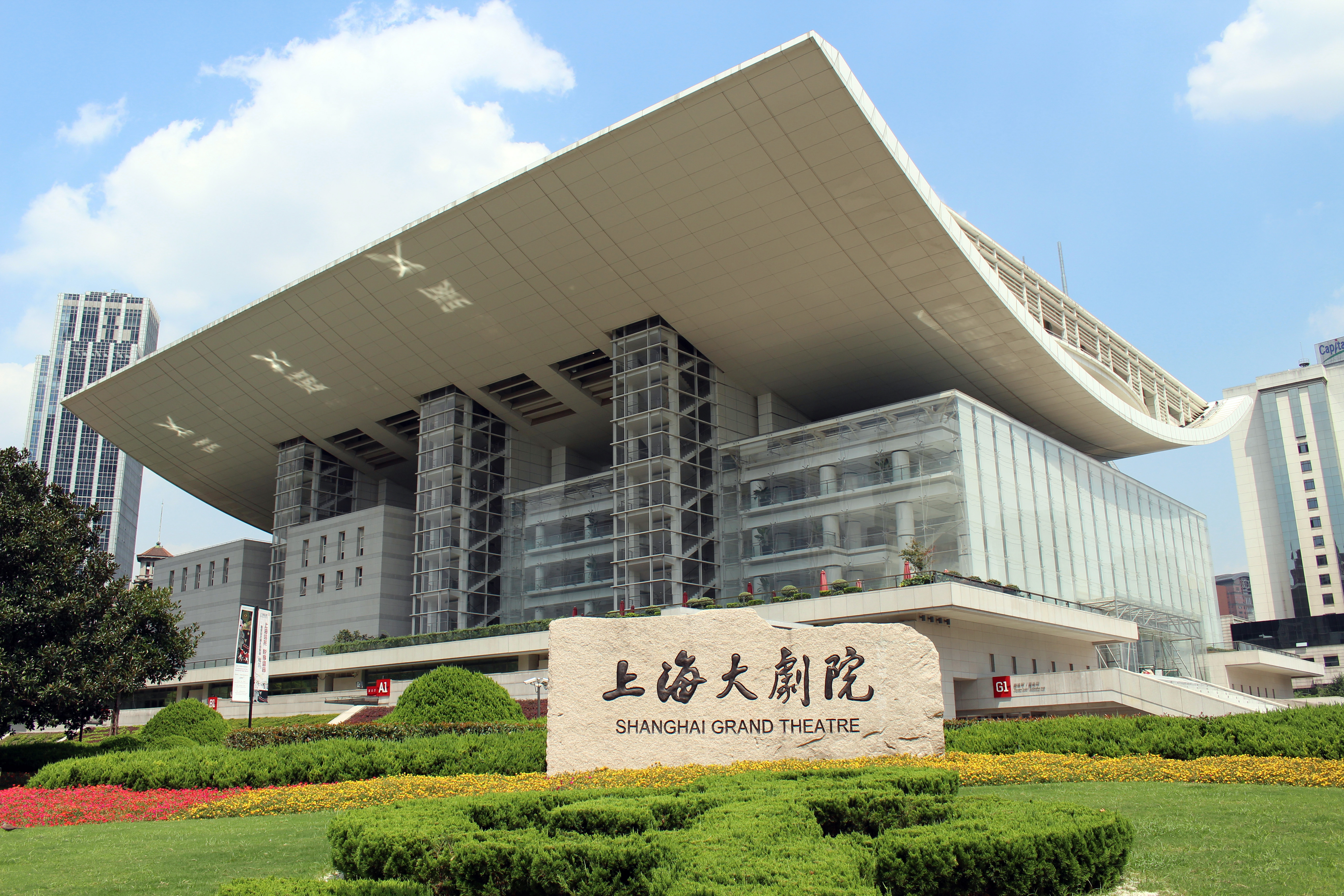
La cerimònia del 2015 es va celebrar al Shanghai Grand Theatre, Xina.

| Any  | Seu                            | Escenari                         | Ref(s)        |
| ---- | ------------------------------ | -------------------------------- | ------------- |
| 2000 | Mònaco                         | Sporting Club                    | [ 1 ]         |
| 2001 | Mònaco                         | Fòrum Grimaldi                   | [ 2 ] [ 3 ]   |
| 2002 | Mònaco                         | Fòrum Grimaldi                   | [ 4 ] [ 5 ]   |
| 2003 | Mònaco                         | Fòrum Grimaldi                   | [ 6 ]         |
| 2004 | Lisboa, Portugal               | Centro Cultural de Belém         | [ 7 ] [ 8 ]   |
| 2005 | Estoril, Portugal              | Casino Estoril                   | [ 9 ]         |
| 2006 | Barcelona, Catalunya           | Parc del Fòrum                   | [ 10 ]        |
| 2007 | Barcelona, Catalunya           | Palau Sant Jordi                 | [ 11 ]        |
| 2008 | Sant Petersburg, Rússia        | Teatre Mariïnski                 | [ 12 ]        |
| 2009 | Sense seu                      | Sense seu                        | [ 13 ]        |
| 2010 | Abu Dhabi, Emirats Àrabs Units | Emirates Palace                  | [ 14 ]        |
| 2011 | Abu Dhabi, Emirats Àrabs Units | Emirates Palace                  | [ 15 ]        |
| 2012 | Londres, Regne Unit            | Central Hall Westminster         | [ 16 ]        |
| 2013 | Rio de Janeiro, Brasil         | Theatro Municipal                | [ 17 ]        |
| 2014 | Kuala Lumpur, Malàisia         | Istana Budaya                    | [ 18 ]        |
| 2015 | Shanghai, Xina                 | Shanghai Grand Theatre           | [ 19 ]        |
| 2016 | Berlín, Alemanya               | Palais am Funkturm               | [ 20 ]        |
| 2017 | Mònaco                         | Sporting Club                    | [ 21 ]        |
| 2018 | Mònaco                         | Sporting Club                    | [ 22 ]        |
| 2019 | Mònaco                         | Sporting Club                    | [ 23 ]        |
| 2020 | Berlín, Alemanya               | Verti Halle                      | [ 24 ] [ 25 ] |
| 2021 | Sevilla, Espanya               | Cerimònia virtual                | [ 26 ]        |
| 2022 | Sevilla, Espanya               | Cerimònia virtual                | [ 27 ]        |
| 2023 | París, França                  | Pavillon Vendome                 | [ 28 ]        |
| 2024 | Madrid, Espanya                | Palau de Comunicacions de Madrid | [ 29 ]        |
| 2025 | Tòquio, Japó                   | Nou Teatre Nacional              |               |

## Premis
| Any  | Masculí                       | Femení                  | Equip                                 | Revelació          | Ref           |
| ---- | ----------------------------- | ----------------------- | ------------------------------------- | ------------------ | ------------- |
| 2000 | Tiger Woods                   | Marion Jones            | Manchester United                     | Sergio García      | [ 30 ]        |
| 2001 | Tiger Woods (2)               | Cathy Freeman           | Selecció de futbol de França          | Marat Safin        | [ 31 ]        |
| 2002 | Michael Schumacher            | Jennifer Capriati       | Selecció australiana de criquet       | Juan Pablo Montoya | [ 32 ]        |
| 2003 | Lance Armstrong               | Serena Williams         | Selecció de futbol del Brasil         | Yao Ming           | [ 33 ]        |
| 2004 | Michael Schumacher (2)        | Annika Sörenstam        | Selecció de rugbi d'Anglaterra        | Michelle Wie       | [ 34 ]        |
| 2005 | Roger Federer                 | Kelly Holmes            | Selecció de futbol de Grècia          | Liu Xiang          | [ 35 ]        |
| 2006 | Roger Federer                 | Janica Kostelić         | Renault F1 team                       | Rafael Nadal       | [ 36 ]        |
| 2007 | Roger Federer                 | Ielena Issinbàieva      | Selecció de futbol d'Itàlia           | Amélie Mauresmo    | [ 37 ]        |
| 2008 | Roger Federer                 | Justine Henin           | Selecció de rugbi XV de Sud-àfrica    | Lewis Hamilton     | [ 38 ]        |
| 2009 | Usain Bolt                    | Ielena Issinbàieva (2)  | Equip olímpic de la Xina              | Rebecca Adlington  | [ 39 ] [ 40 ] |
| 2010 | Usain Bolt                    | Serena Williams         | Brawn GP                              | Jenson Button      | [ 41 ]        |
| 2011 | Rafael Nadal                  | Lindsey Vonn            | Selecció de futbol d'Espanya          | Martin Kaymer      | [ 42 ]        |
| 2012 | Novak Djokovic                | Vivian Cheruiyot        | FC Barcelona                          | Rory McIlroy       | [ 43 ]        |
| 2013 | Usain Bolt                    | Jessica Ennis           | Equip Europeu de la Ryder Cup         | Andy Murray        | [ 44 ]        |
| 2014 | Sebastian Vettel              | Missy Franklin          | Bayern de Múnic                       | Marc Màrquez       | [ 45 ]        |
| 2015 | Novak Djokovic                | Genzebe Dibaba          | Selecció de futbol d'Alemanya         | Daniel Ricciardo   | [ 46 ]        |
| 2016 | Novak Djokovic                | Serena Williams         | Selecció de rugbi de Nova Zelanda     | Jordan Spieth      | [ 47 ]        |
| 2017 | Usain Bolt (4)                | Simone Biles            | Chicago Cubs                          | Nico Rosberg       | [ 48 ]        |
| 2018 | Roger Federer (5)             | Serena Williams (4)     | Mercedes F1 Team                      | Sergio García      | [ 49 ]        |
| 2019 | Novak Djokovic                | Simone Biles            | Selecció de futbol de França          | Naomi Osaka        | [ 50 ]        |
| 2020 | Lewis Hamilton & Lionel Messi | Simone Biles (3)        | Selecció de rugbi XV de Sud-àfrica    | Egan Bernal        | [ 51 ]        |
| 2021 | Rafael Nadal (2)              | Naomi Osaka             | Bayern de Múnic                       | Patrick Mahomes    | [ 52 ]        |
| 2022 | Max Verstappen                | Elaine Thompson-Herah   | Selecció de futbol d'Itàlia           | Emma Raducanu      | [ 53 ]        |
| 2023 | Lionel Messi (2)              | Shelly-Ann Fraser-Pryce | Selecció de futbol de l'Argentina     | Carlos Alcaraz     | [ 54 ]        |
| 2024 | Novak Djokovic (5)            | Aitana Bonmatí          | Selecció femenina de futbol d'Espanya | Jude Bellingham    | [ 55 ]        |

| Any  | Reaparició        | Discapacitat        | Acció             | Moment                  | Ref    |
| ---- | ----------------- | ------------------- | ----------------- | ----------------------- | ------ |
| 2000 | Lance Armstrong   | Louise Sauvage      | Shaun Palmer      | N/D                     | [ 30 ] |
| 2001 | Jennifer Capriati | Vinny Lauwers       | Mike Horn         | N/D                     | [ 31 ] |
| 2002 | Goran Ivanišević  | Esther Vergeer      | Bob Burnquist     | N/D                     | [ 32 ] |
| 2003 | Ronaldo           | Michael Milton      | Dean Potter       | N/D                     | [ 33 ] |
| 2004 | Hermann Maier     | Earle Connor        | Layne Beachley    | N/D                     | [ 34 ] |
| 2005 | Alex Zanardi      | Chantal Petitclerc  | Ellen MacArthur   | N/D                     | [ 35 ] |
| 2006 | Martina Hingis    | Ernst van Dyk       | Angelo d'Arrigo   | N/D                     | [ 36 ] |
| 2007 | Serena Williams   | Martin Braxenthaler | Kelly Slater      | N/D                     | [ 37 ] |
| 2008 | Paula Radcliffe   | Esther Vergeer      | Shaun White       | N/D                     | [ 38 ] |
| 2009 | Vitali Klitschko  | Daniel Dias         | Kelly Slater      | N/D                     | [ 39 ] |
| 2010 | Kim Clijsters     | Natalie du Toit     | Stephanie Gilmore | N/D                     | [ 41 ] |
| 2011 | Valentino Rossi   | Verena Bentele      | Kelly Slater      | N/D                     | [ 42 ] |
| 2012 | Darren Clarke     | Oscar Pistorius     | Kelly Slater      | N/D                     | [ 43 ] |
| 2013 | Félix Sánchez     | Daniel Dias         | Felix Baumgartner | N/D                     | [ 44 ] |
| 2014 | Rafael Nadal      | Marie Bochet        | Jamie Bestwick    | N/D                     | [ 45 ] |
| 2015 | Schalk Burger     | Tatyana McFadden    | Alan Eustace      | N/D                     | [ 46 ] |
| 2016 | Dan Carter        | Daniel Dias         | Jan Frodeno       | N/D                     | [ 47 ] |
| 2017 | Michael Phelps    | Beatrice Vio        | Rachel Atherton   | FC Barcelona infantil B | [ 48 ] |
| 2018 | Roger Federer     | Marcel Hug          | Armel Le Cléac'h  | Chapecoense             | [ 49 ] |
| 2019 | Tiger Woods       | Henrieta Farkašová  | Chloe Kim         | Xia Boyu                | [ 50 ] |
| 2020 | Sophia Flörsch    | Oksana Masters      | Chloe Kim         | Sachin Tendulkar        | [ 51 ] |
| 2021 | Maxence Parrot    | N/D                 | N/D               | Chris Nikic             | [ 52 ] |
| 2022 | Sky Brown         | Marcel Hug          | Bethany Shriever  | N/D                     | [ 53 ] |
| 2023 | Christian Eriksen | Catherine Debrunner | Eileen Gu         | N/D                     | [ 54 ] |
| 2024 | Simone Biles      | Diede de Groot      | Arisa Trew        | N/D                     | [ 55 ] |

| Any  | Trajectòria         | Sport for Good Bona causa                                   | Spirit of Sport Esperit de l'esport | Exceptional Achievement Excepcional | Sporting Inspiration Inspiració | Ref    |
| ---- | ------------------- | ----------------------------------------------------------- | ----------------------------------- | ----------------------------------- | ------------------------------- | ------ |
| 2000 | Pelé                | Eunice Kennedy Shriver                                      | N/D                                 | N/D                                 | N/D                             | [ 30 ] |
| 2001 | Steve Redgrave      | Kip Keino                                                   | N/D                                 | N/D                                 | N/D                             | [ 31 ] |
|      | Peter Blake         | Peter Blake                                                 | N/D                                 | N/D                                 | N/D                             | [ 32 ] |
| 2003 | Gary Player         | Arnold Schwarzenegger                                       | N/D                                 | N/D                                 | N/D                             | [ 33 ] |
| 2004 | Arne Næss Jr.       | Mathare Youth Sports Association                            | N/D                                 | N/D                                 | N/D                             | [ 34 ] |
| 2004 | Arne Næss Jr.       | Selecció de criquet d'Índia Selecció de criquet de Pakistan | N/D                                 | N/D                                 | N/D                             | [ 34 ] |
| 2005 | N/D                 | Gerry Storey                                                | Boston Red Sox                      | N/D                                 | N/D                             | [ 35 ] |
| 2006 | Johan Cruyff        | Jürgen Griesbeck                                            | Valentino Rossi                     | N/D                                 | N/D                             | [ 36 ] |
| 2007 | Franz Beckenbauer   | Luke Dowdney                                                | FC Barcelona                        | N/D                                 | N/D                             | [ 37 ] |
| 2008 | Sergey Bubka        | Brendan i Sean Tuohy                                        | Dick Pound                          | N/D                                 | N/D                             | [ 38 ] |
| 2009 | N/D                 | N/D                                                         | N/D                                 | N/D                                 | N/D                             | [ 39 ] |
| 2010 | Nawal El Moutawakel | Dikembe Mutombo                                             | N/D                                 | N/D                                 | N/D                             | [ 41 ] |
| 2011 | Zinedine Zidane     | May El-Khalil                                               | European Ryder Cup team             | N/D                                 | N/D                             | [ 42 ] |
| 2012 | Bobby Charlton      | Raí                                                         | N/D                                 | N/D                                 | N/D                             | [ 43 ] |
| 2013 | Sebastian Coe       | N/D                                                         | N/D                                 | Michael Phelps                      | N/D                             | [ 44 ] |
| 2014 | N/D                 | Magic Bus                                                   | Selecció de críquet d'Afganistán    | N/D                                 | N/D                             | [ 45 ] |
| 2015 | N/D                 | Skateistan                                                  | Yao Ming                            | Li Na                               | N/D                             | [ 46 ] |
| 2016 | Niki Lauda          | Moving the Goalposts                                        | Johan Cruyff                        | N/D                                 | N/D                             | [ 47 ] |
| 2017 | N/D                 | Waves for Change                                            | Leicester City                      | N/D                                 | Equip Olímpic de Refugiats      | [ 48 ] |
| 2018 | Edwin Moses         | Active Communities Network                                  | N/D                                 | Francesco Totti                     | J. J. Watt                      | [ 49 ] |
| 2019 | Arsène Wenger       | Yuwa                                                        | Lindsey Vonn                        | Eliud Kipchoge                      | N/D                             | [ 50 ] |
| 2020 | Dirk Nowitzki       | South Bronx United                                          | N/D                                 | selecció de bàsquet d'Espanya       | N/D                             | [ 51 ] |
| 2021 | Billie Jean King    | Kickformore by Kickfair                                     | N/D                                 | N/D                                 | Mohamed Salah                   | [ 52 ] |
| 2022 | Tom Brady           | Lost Boyz Inc.                                              | N/D                                 | Robert Lewandowski                  | N/D                             | [ 53 ] |
| 2023 | N/D                 | TeamUp (Robert Lewandowski)                                 | N/D                                 | N/D                                 | N/D                             | [ 54 ] |
| 2024 | N/D                 | Fundació Rafa Nadal (Rafael Nadal)                          | N/D                                 | N/D                                 | N/D                             | [ 55 ] |